# Lijst van leden van Teylers Eerste Genootschap

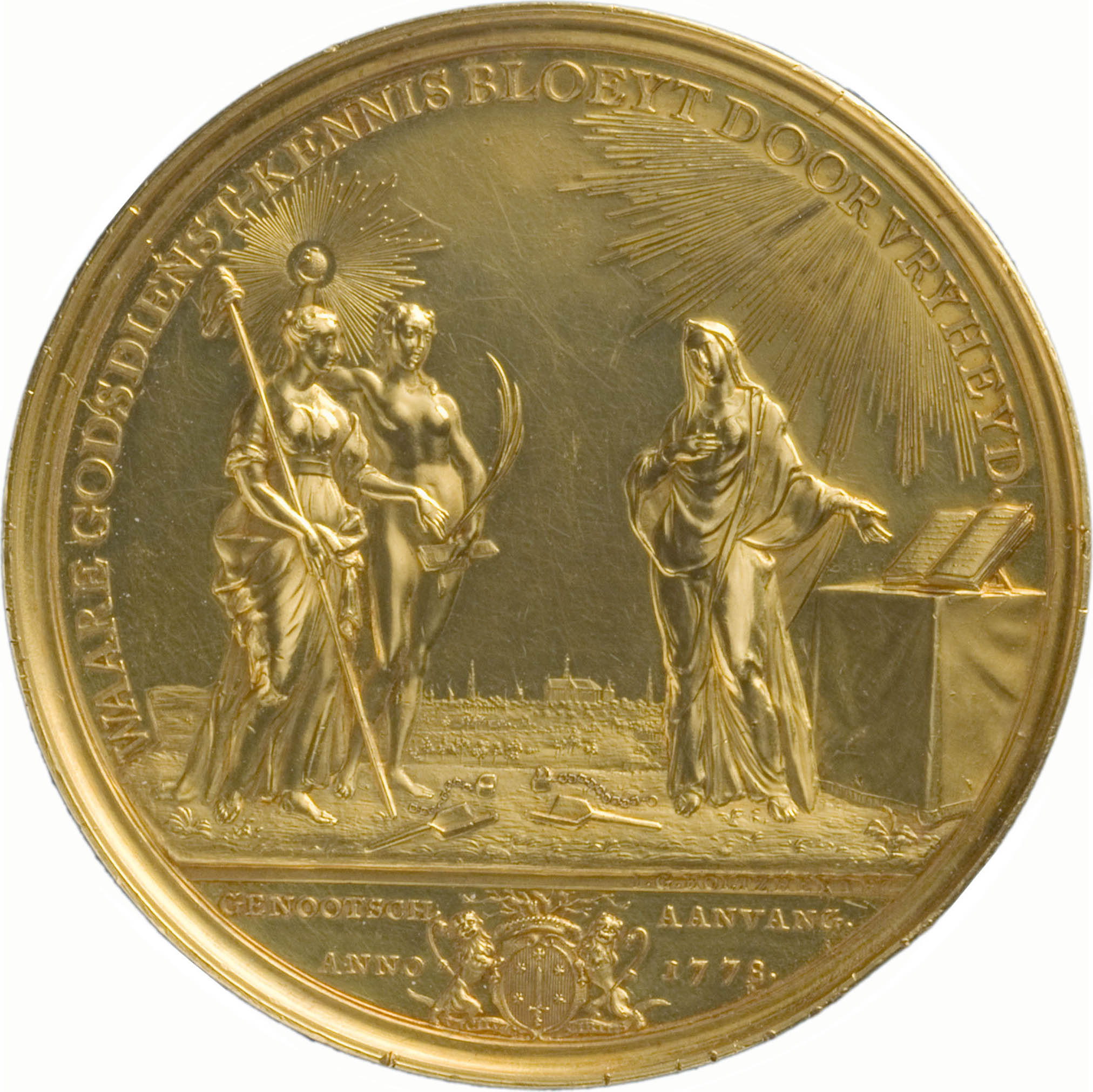
medaille van Teylers Eerste Genootschap voor William Laurence Brown, uitgereikt in 1784, in goud (ontwerp door Johann Georg Holtzhey)

Deze lijst bevat alle leden van Teylers Eerste Genootschap (Teylers Godgeleerd Genootschap). Het totaal aantal leden varieerde over tijd. Benoemingen waren in principe voor het leven, maar leden kunnen ontslag nemen. Vanaf 1955 is het gebruikelijk dat leden die de leeftijd van 70 jaar bereiken ontslag nemen, maar aanblijven als buitengewoon lid. Buitengewone leden van het Genootschap zijn niet aangegeven op deze lijst. De jaren achter de namen geven de duur van hun lidmaatschap aan.

## Oorspronkelijk benoemde leden
Leden benoemd per testament van Pieter Teyler van der Hulst:
- Age Wijnalda (1778-1792)
- Cornelis Loosjes (1778-1792)
- Klaas van der Horst (1778-1825)
- Jan Verbeek (dominee) (1778-1788)
- Barend Hartman van Groningen (1778-1806)

## Later benoemde leden
- Frederik Scheltinga (1778-1781)
- Jan van Walré (1781-1782)
- Willem van Kampen (1782-1783)
- Willem Brouwer Bosch (1783-1788)
- Petrus Loosjes Adz (1788-1813)
- Abraham Wijnands (1788-1805)
- Cornelis de Vries (1792-1812)
- Cornelis de Haan (1792-1793)
- Matthias van Geuns Jz (1793-1839)
- Abraham de Vries (1805-1862)
- François Huurkamp van der Vinne (1807-1815)
- Sybren Klazes Sybrandi (1812-1827), bedankt om directeur te worden
- Adriaan Loosjes Pzn (1813-1818)
- Rinse Koopman (1815-1826)
- Matthijs Siegenbeek (1818-1854)
- Samuel Muller Hz. (1825-1875)
- Jan van Geuns (1826-1831), bedankt
- Louis Filips Serrurier (1827-1844)
- Sytse Klaas de Waard (1832-1856)
- Klaas Sybrandi (1839-1858), bedankt om directeur te worden
- Willem Carel Mauve (1844-1869)
- Jan van Gilse (1854-1859)
- Abraham Kuenen (1856-1891)
- Sytse Hoekstra Bzn (1858-1893), bedankt
- Christiaan Sepp (1859-1890)
- Dirk Harting (1862-1889), bedankt
- Hendrik Arend van Gelder (1869-1899)
- Jacob Giesbert de Hoop Scheffer (1875-1893)
- Cornelis Petrus Tiele (1889-1902)
- Samuel Cramer (1890-1913)
- Johannes Gerardus Rijk Acquoy (1892-1896)
- Izaak Jan de Bussy (1893-1911), bedankt
- Jan Gerrit Boekenoogen (1894-1932), bedankt
- Daniël Erhard Johannes Völter (1897-1927)[1]
- Arnoldus Cornelis Duker (1899-1915)
- Hendrik Jan Elhorst (1902-1924)
- Pierre Henri Ritter (1912-1912)
- Pieter Feenstra (1913-1936)
- Albert Bruining (1913-1920)
- Tjeerd Cannegieter (1915-1927), bedankt
- Hajo Uden Meyboom (1920-1932), bedankt
- Johan Gerrit Appeldoorn (1924-1942), bedankt
- Arjen Binnerts (1927-1932)
- Heinrich Friedrich Hackmann (1927-1934), bedankt
- Wilhelmus Johannes Kühler (1932-1946)
- Cornelis Bonnes Hylkema (1932-1941), bedankt
- Gustaaf Adolf van den Bergh van Eysinga (1933-1957)
- William Brede Kristensen (1934-1951)
- Jan Nicolaas Bakhuizen van den Brink (1936-1966)[1]
- Albertus Wilhelmus Groenman (1942-1961)
- Willem Leendertz (1942-1961)
- Willem Frederik Golterman (1946-1968)
- Adriaan de Buck (1951-1959)
- Johannes Arnoldus Oosterbaan (1957-?)
- Jan Nicolaas Sevenster (1959-1971)
- Martinus Adrianus Beek (1961-?)
- Jan Zandzee (1961-?)
- Willem Frederik Dankbaar (1967-1977)
- Irvin Buckwalter Horst (1968-?)
- Marinus de Jonge (1971-?)
- Hendrik Bernardus Kossen (1978-?)